# Sielsowiet Krasnaje
Sielsowiet Krasnaje (biał. Красненскі сельсавет, ros. Красненский сельсовет) – sielsowiet na Białorusi, w obwodzie homelskim, w rejonie homelskim, z siedzibą w Krasnaje.

## Demografia
Według spisu z 2009 sielsowiet Krasnaje zamieszkiwało 7200 osób, w tym 6592 Białorusinów (91,56%), 434 Rosjan (6,03%), 129 Ukraińców (1,79%), 5 Turkmenów (0,07%), 4 Litwinów (0,06%), 3 Polaków (0,04%), 18 osób innych narodowości i 15 osób, które nie podały żadnej narodowości.

## Geografia
Sielsowiet położony jest w centralnej części rejonu homelskiego. Od południa graniczy z Homlem. Przebiegają przez niego droga magistralna M5 oraz obwodnica Homla.

## Miejscowości
- agromiasteczka:
  - Krasnaje
  - Miczurynskaja
- wieś:
  - Nowaja Milcza
- osiedla:
  - Krasny Bahatyr
  - Praletaryj
  - Zabijaka